# Ramage Point
Der Ramage Point ist eine vereiste Landspitze im Norden der Carney-Insel vor der Bakutis-Küste des westantarktischen Marie-Byrd-Lands. Sie liegt unmittelbar westlich des Beakley-Gletschers.
Luftaufnahmen der US-amerikanischen Operation Highjump (1946–1947) vom Januar 1947 dienten ihrer Kartierung. Das Advisory Committee on Antarctic Names benannte sie 1967 nach Konteradmiral Lawson Paterson Ramage (1909–1990), assistierender Chief of Naval Operations im Rahmen des Internationalen Geophysikalischen Jahres (1957–1958).